# Erich Flottmann
Erich Flottmann (* 12. Mai 1895 in Hagen; † 13. April 1945 in Herborn) war ein deutscher Verwaltungsjurist.

## Leben
Nach bestandenem juristischen Staatsexamen an der Universität Greifswald und anschließender Referendarzeit wirkte Flottmann von 1922 bis 1930 als Amtsgerichtsrat. 1930 bis 1933 war er als Stadtrat in Hamm tätig. Flottmann war in der Weimarer Republik Mitglied des Zentrum, trat dann zum 1. Oktober 1933 der NSDAP bei (Mitgliedsnummer 3.282.822). 1933 wurde er zunächst vertretungsweise und ab Mai 1934 bis Juli 1935 dann endgültig zum Landrat im Kreis Lippstadt berufen und leitete anschließend von 1935 bis 1936 das NSDAP-Gauamt für Kommunalpolitik.
Von 1935 bis 1939 diente er unter Josef Wagner als Vizepräsident am Oberpräsidium der Provinz Schlesien in Breslau. Zugleich war er von 1936 bis 1939 Stellvertreter Wagners in dessen Funktion als Reichskommissar für Preisbildung.
1939 wechselte er als Ministerialdirektor in das Amt des Beauftragten für den Vierjahresplan und leitete als Geschäftsführer 1941 bis 1945 die Reichsvereinigung Kohle.

## Publikationen (Auswahl)
- Die Staatshaftung für richterliche Beamte in Preussen. In: Westdeutsche Volkszeitung, Hagen i. W. 1920, (= Dissertation an der Universität Greifswald) OCLC 717920654.
- mit Wilhelm Rentrop: Leitfaden zur Gewinnerklärung. Preissenkung und Gewinnabführung nach 22 KWVO. Verlag für Wirtschaft und Verkehr, Stuttgart 1941, OCLC 250445843.
- Handbuch des Preisrechts. ABC der wichtigsten Preisbegriffe und Preisvorschriften. Unter Mitwirkung von Mitarbeitern des Reichskommissars für die Preisbildung. Forkel Verlag, Stuttgart 1943, OCLC 27037315.
- Das deutsche Preisrecht. Eine systematische Darstellung der Grundsätze der Preispolitik und des Preisrechts. Unter Mitwirkung vom Mitarbeitern des Reichskommissars für die Preisbildung. Verlag für Wirtschaft und Verkehr, Stuttgart 1943, OCLC 67304766.